# Finspångs slottskapell

Finspångs slottskapell inryms i Finspångs slott, Finspång i Risinge socken. 

## Kyrkobyggnaden
Med ingång från slottsgården finns på bottenvåningen i huvudbyggnadens norra vinkel ett litet kapell. Kapellet har även en ingång från slottets bostadsvåning till den tresidiga läktaren. I den enskeppiga lokalen ligger koret i öster och predikstolen från 1600-talet står till höger på epistelsidan. På västra läktaren finns en orgel från 1959.

## Historik
Finspångs slott började uppföras 1668 av Louis De Geer d.y. (1622–1695), sannolikt efter ritningar av den nederländske arkitekten Adriaan Dortsman (1635–1682). Slottskapellet tillkom på 1680-talet genom att familjen de Geer och de inflyttade vallonerna omfattades av den reformerta tron. Gudstjänster hölls av brukspredikanten. Kapellet moderniserades 1891 av brukspatron Carl Edvard Ekman (1826–1903) med nytt altare och nya bänkar enligt ett förslag av Helgo Zettervall. 
Kapellet är numera ett ekumeniskt kapell. Svenska kyrkan firar regelbundet gudstjänster här.

## Inventarier
- Predikstolen är från mitten av 1600-talet. Den skänktes 1654 av patron Knut Ödla på Stjärnviks säteri till Risinge gamla kyrka, S:ta Maria, Då gamla kyrkan övergavs för Risinge nya kyrka placerades predikstolen så småningom i slottskapellet. En ny, främmande ytbehandling utfördes i samband med en reparation omkring 1890.
- Altartavla är målad av Pehr Hörberg 1794. Enligt samtida betraktare föreställer den "sju änglar som bära försoningens kors mot de rymder, som Han öppnat mot den fallna mänskligheten". Tavlan är målad efter en takdekoration av Taraval(?)
- Krucifix i gjutjärn på altaret, ett mästerverk av konstgjutaren Carl J. Fredrik Mertens vid Finspångs bruk.
- Glasmosaikfönster tillkom under slutet av 1800-talet. Slottsfrun Augusta Ekman, född von Schéele, började planera fönstermålningarna inför en renovering 1891. Hon lät sig inspireras av svärsonen Knut Henning Gezelius von Schéele (1834–1920), sedermera biskop i Visby stift, och anses vara målningarnas skapare. Fönstren är tillverkade i Italien.
- Dopfunten i sandsten skänktes till kapellet 1944 av direktören vid STAL, David Lindblom, och hans hustru Janesi i samband med deras dotters dop.

## Orglar
- 1763 byggde Jonas Wistenius en tiostämmig mekanisk orgel.[1]

| Manual       |
| Gedackt 8'   |
| Principal 4' |
| Trumpet 8'   |
| Trumpet 4'   |
| Vox virginea |

- 1939 tillverkade Åkerman & Lund Orgelbyggeri en så kallad Ceciliaorgel.
- 1959 byggde Åkerman & Lund en tvåmanualig orgel med mekanisk traktur och registratur, som var en gåva av Turbin AB Ljungström. J. Künkels Orgelverkstad renoverade orgeln 1983 och byggde till en Koppelflöjt 8’ i bröstverket.

| Huvudverk       | Bröstverk             | Pedal             | Koppel              |
| Gedackt 8'      | Koppelflöjt 8’ (1983) | Gedacktpommer 16' | Bröstverk/huvudverk |
| Principal 4'    | Rörflöjt 4'           | Regal 4'          | Huvudverk/pedalverk |
| Waldflöjt 2'    | Sifflöjt 1 1/3'       |                   | Bröstverk/pedalverk |
| Scharf III chor | Tertian II chor       |                   |                     |
|                 | Harfenregal 8’        |                   |                     |